# Weaverville Joss House

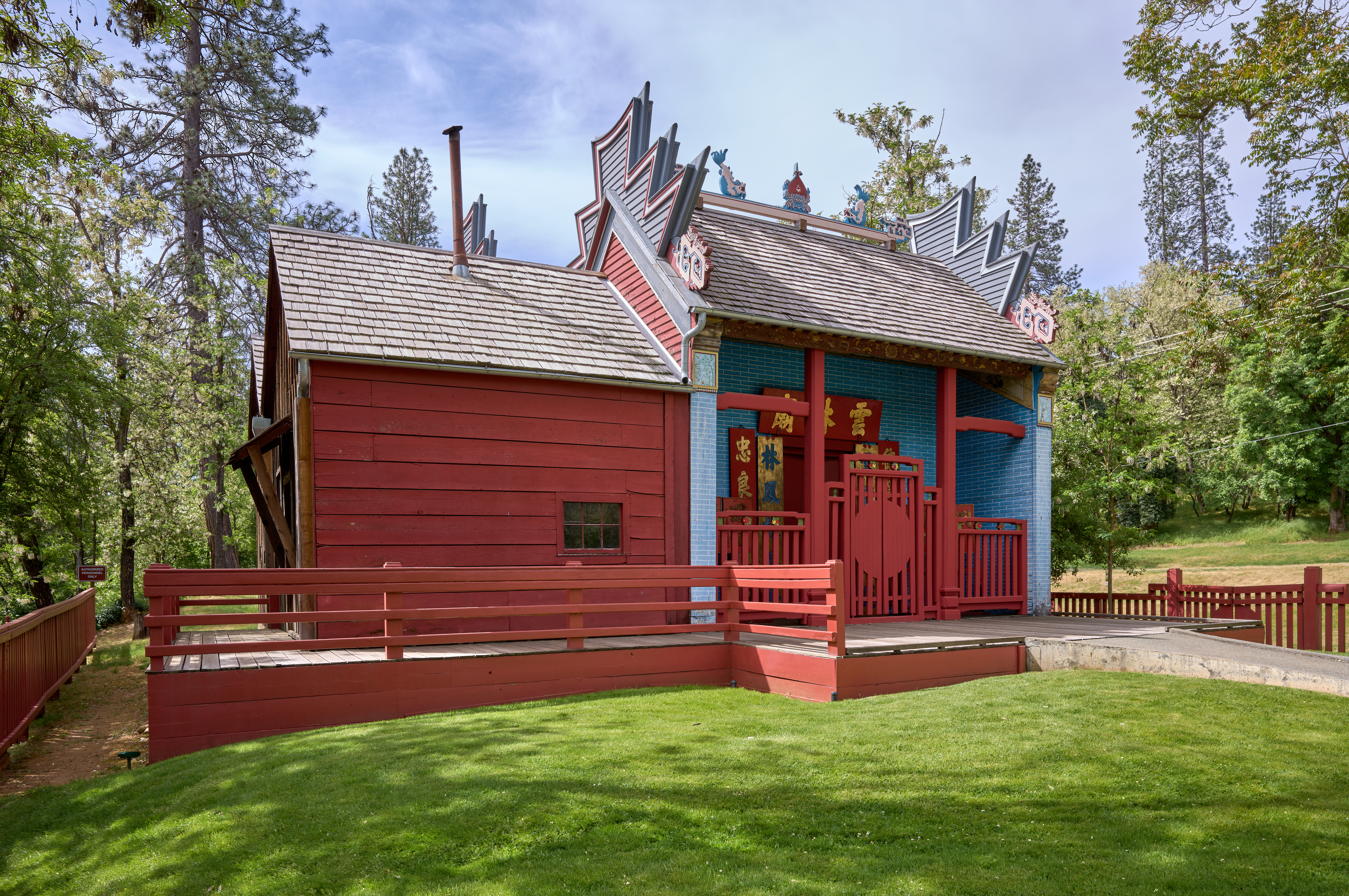
Der chinesische Tempel im Jahr 2025

Das Weaverville Joss House (chines. 雲林廟, engl. The Temple among the Forest beneath the Clouds) ist ein chinesischer Tempel in der ehemaligen Goldgräberstadt Weaverville in den Vorgebirgen der Klamath Mountains im Nordwesten Kaliforniens. Das heutige Gebäude wurde 1874 errichtet und ersetzte einen Vorgängerbau aus dem Jahr 1853; der Innenraum ist seither unverändert geblieben. Der taoistische Tempel, der zu den wenigen erhaltenen Bauwerken seiner Art in den Vereinigten Staaten zählt, wurde 1956 in das kalifornische State-Park-System aufgenommen.

## Ansichten

Der Zugang zum Tempel führt über eine hölzerne Brücke
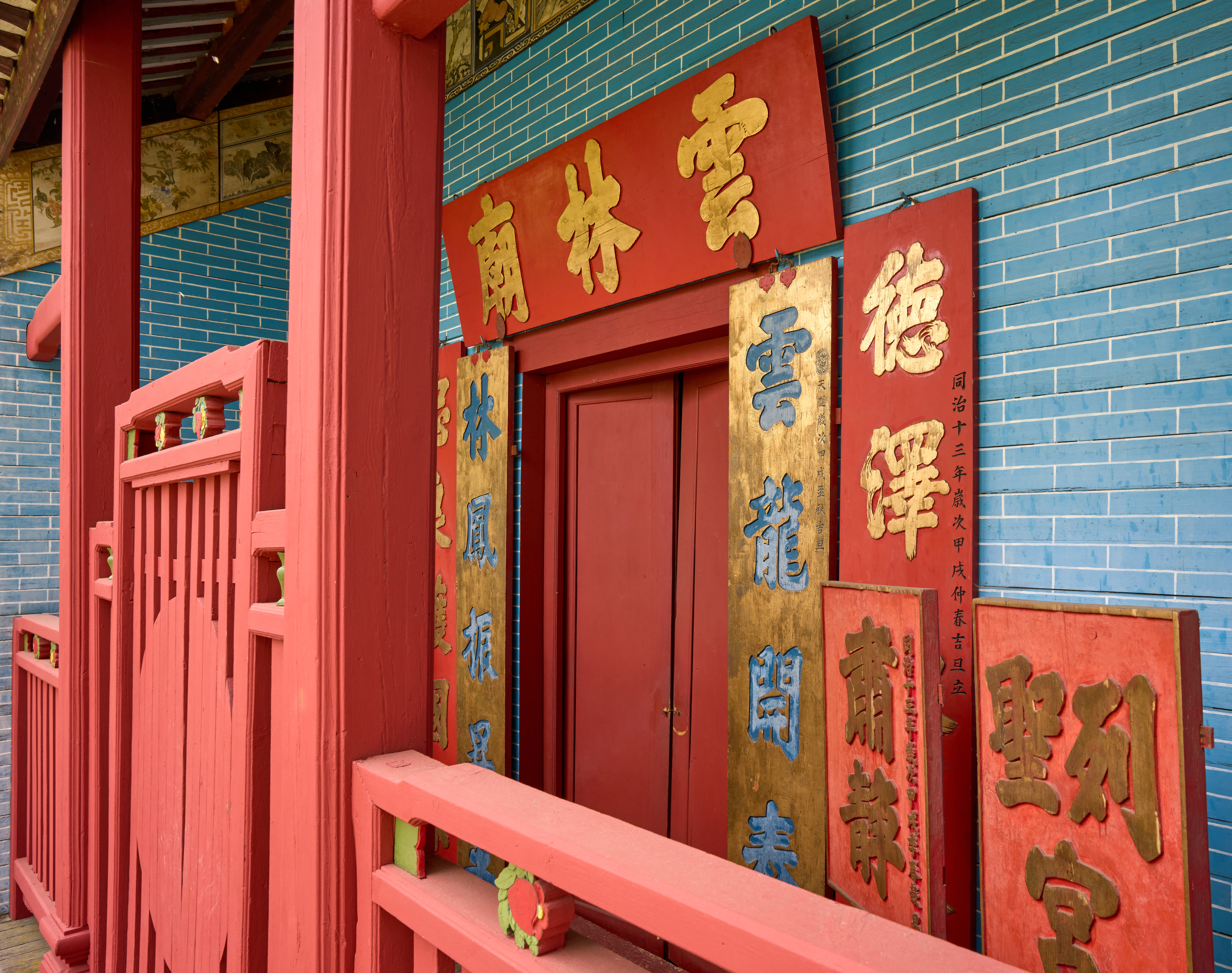
Eingang zum Tempel
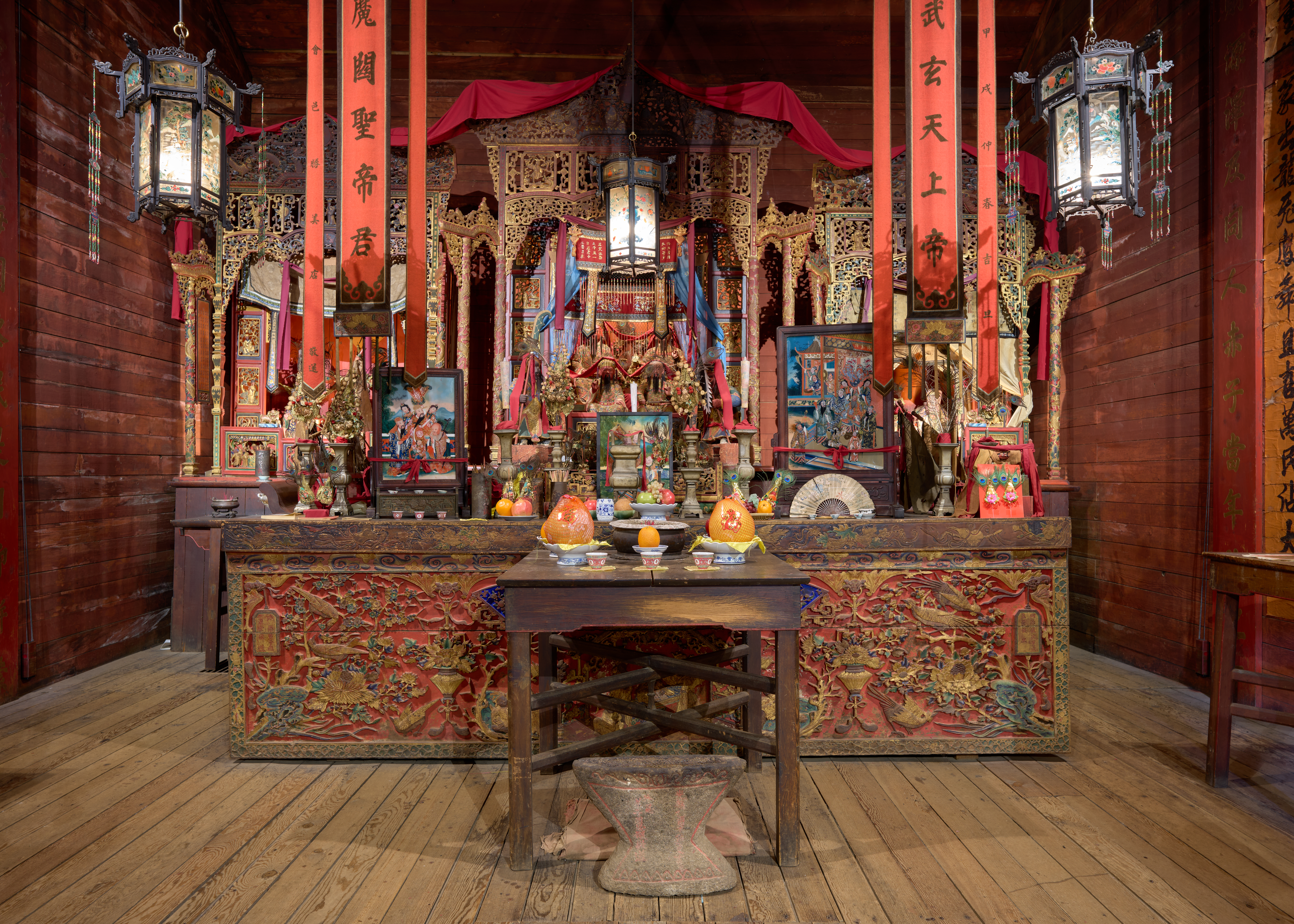
Der seit 1874 unveränderte Innenraum